# Majakovszkaja metróállomás
A moszkvai metró Majakovszkaja metróállomása a 2-es számú, zöld színnel jelzett, Zamoszkvoreckaja nevű vonalon, a Tverszkoj kerületben, a főváros Központi közigazgatási körzetében található. Nevét Vlagyimir Vlagyimirovics Majakovszkij költőről kapta. 1938. szeptember 11-én nyílt meg, a mai nevén Tyeatralnaja és a Szokol állomások közötti szakasz átadásakor. A mélyvezetésű, oszlopos kialakítású állomásnak egyetlen központi peronja van. A kazettás mennyezetet 35 különböző, a szovjet-orosz életből vett témákat feldolgozó művészi mozaik díszíti. 1939-ben az állomás terve nagydíjat nyert a New York-i világkiállításon. Az állomás műemléki védettséget élvez.
Szomszédos állomásai a Zamoszkvoreckaja vonalon a Belorusszkaja és a Tverszkaja.

## Története
A második világháború idején az állomás légvédelmi óvóhelyként szolgált. 1941. november 6-án, a moszkvai csata idején, az 1917-es októberi orosz forradalom évfordulójának előestéjén itt tartottak nagygyűlést a moszkvai párt- és tömegszervezetek részvételével, amin Sztálin is felszólalt. Az 1950-es években, a hidegháború idején bejáratainál légmentesen záródó kapukat szereltek fel a légvédelmi képesség fokozására, atomtámadás esetére.
Az 1950-es évek végén felállították Majakovszkij mellszobrát; az 1980-as években a metróállomás műemléki védettséget kapott.
2005 és 2010 között az állomást műszakilag felújították, egyes elhasználódott elemeket kicseréltek. 2012-ben a világítást korszerűsítették, azonban később a közfelháborodás nyomán újra „meleg fényű” világítást szereltek fel.

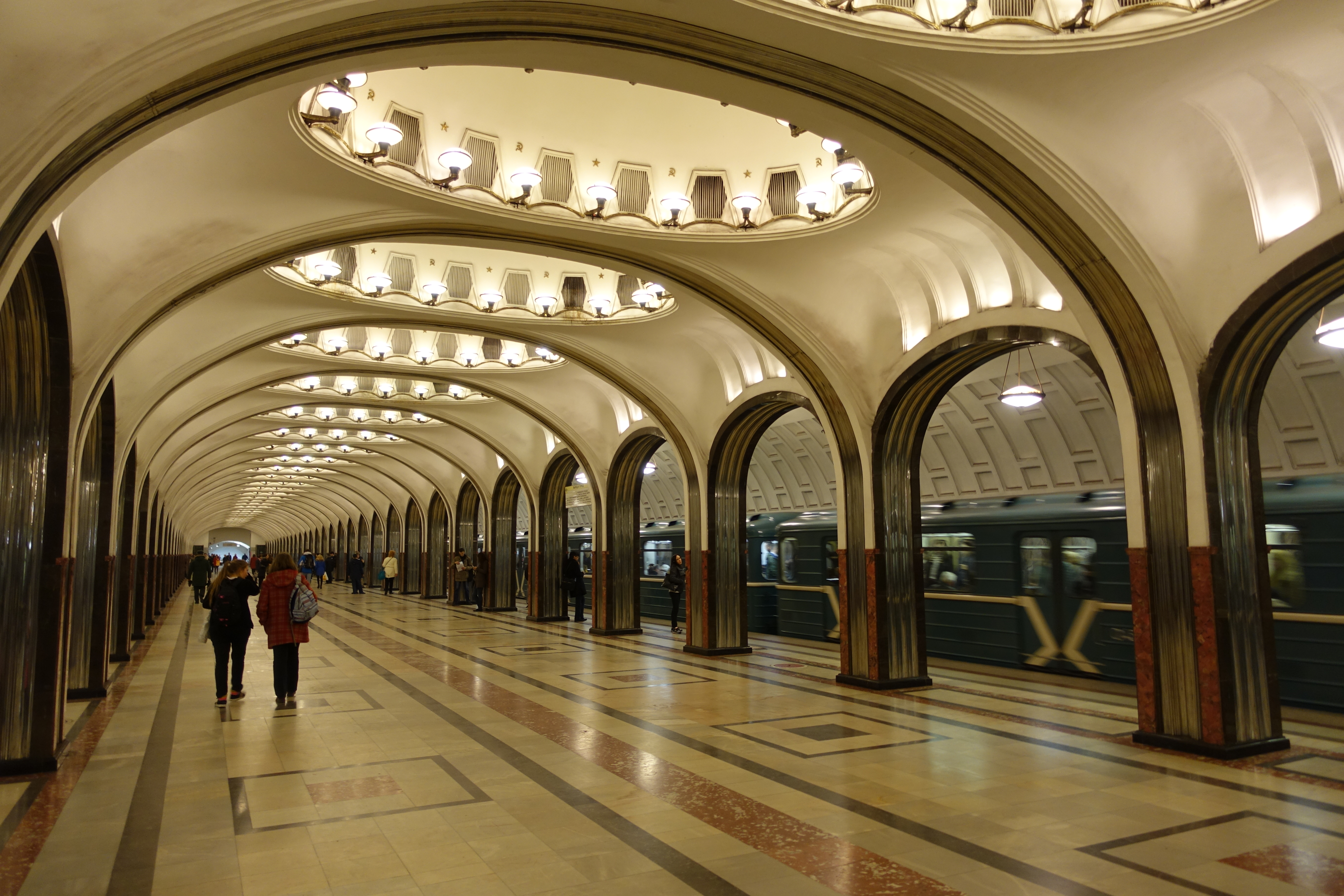
Az állomás látképe a mennyezeti kazettákkal

## Fordítás
Ez a szócikk részben vagy egészben  a(z)   Маяковская (станция метро, Москва) című orosz Wikipédia-szócikk ezen változatának fordításán alapul.  Az eredeti cikk szerkesztőit annak laptörténete sorolja fel. Ez a jelzés csupán a megfogalmazás eredetét és a szerzői jogokat jelzi, nem szolgál a cikkben szereplő információk forrásmegjelöléseként.